# Calling Time
A Calling Time Basshunter stúdióalbuma, amely 2013. május 13-án jelent meg az Gallo Record Company kiadásában.

## Dallista
|     | Cím                                   | Hossz |
| --- | ------------------------------------- | ----- |
| 1.  | Saturday                              | 3:00  |
| 2.  | Dream on the Dancefloor               | 3:12  |
| 3.  | Crash & Burn                          | 3:08  |
| 4.  | Wake Up Beside Me (feat. Dulce María) | 2:41  |
| 5.  | Calling Time                          | 3:07  |
| 6.  | Far Away                              | 3:42  |
| 7.  | I've Got You Now                      | 3:10  |
| 8.  | You're Not Alone                      | 2:57  |
| 9.  | Rise My Love                          | 2:33  |
| 10. | Pitchy                                | 2:15  |
| 11. | I Came Here to Party                  | 2:48  |
| 12. | Dirty (feat. Sandra)                  | 2:53  |
| 13. | Lawnmover to Music                    | 4:21  |
| 14. | Fest i hela huset                     | 2:50  |
| 15. | Northern Light                        | 2:49  |

| 16. | Far Away (Josh's Big Room Remix)         | 4:55 |
| 17. | Dream on the Dancefloor (Rude Dog Remix) | 5:10 |
| 18. | Northern Light (Candlelight Version)     | 3:09 |

## Albumlistás helyezések
| Lista (2013)                                          | Legjobb helyezés |
| ----------------------------------------------------- | ---------------- |
| Egyesült Államok (Dance/Electronic Albums, Billboard) | 25               |